# Lipiny (województwo świętokrzyskie)
Lipiny – wieś w Polsce położona w województwie świętokrzyskim, w powiecie kieleckim, w gminie Raków.
| SIMC    | Nazwa      | Rodzaj    |
| ------- | ---------- | --------- |
| 0265537 | Nowa Wieś  | część wsi |
| 0265543 | Stara Wieś | część wsi |

Wieś w powiecie wiślickim województwa sandomierskiego była w latach 70. XVI wieku własnością kasztelana żarnowskiego Jana Sienieńskiego. W latach 1975–1998 miejscowość administracyjnie należała do województwa kieleckiego.